# Trichomachimus rubisetosus
Trichomachimus rubisetosus är en tvåvingeart som beskrevs av H. Oldroyd 1964. Trichomachimus rubisetosus ingår i släktet Trichomachimus och familjen rovflugor. Inga underarter finns listade i Catalogue of Life.